# Дорн, Лудольф Борисович
Лудольф Борисович Дорн  (1840, Санкт-Петербург — 1891, Рига) — российский юрист, заслуженный профессор, преподавал римское право в Санкт-Петербургском университете. Действительный статский советник.

## Биография
Родился в Санкт-Петербурге в семье Б. А. Дорна в 1840 году — 10 февраля или 10 апреля. 
Воспитывался в Немецком училище святого Петра. В 1860 году окончил юридический факультет Петербургского университета со степенью кандидата. Затем он был командирован в Германию для специального изучения римского и гражданского права. Там он изучал пандекты у К. А. фон Вангерова, методику преподавания которого он принял для своей последующей лекторской работы в петербургском университете.
С 1861 года — исполняющий должность приват-доцента, в 1863 году — приват-доцент. В 1870 году принял русское подданство, до этого времени числился саксен-кобургским подданным.
В 1871 году стал доцентом университета, защитив магистерскую «Об узуфрукте по римскому праву», которая стала его единственным крупным сочинением. Однако, значение Дорна заключалось не в учёных трудах, а в его лекциях, где глубокое знание источников соединялось с огромной эрудицией и строгой последовательностью мысли и изложения. Дорн был убеждённый последователь строго-догматического метода изучения римского права. 
В 1884 году был назначен экстраординарным профессором, затем исполняющий должность ординарного профессора. Читал курсы: «История Римского права» (1867—1884) и «История Римского гражданского права» (1867—1891). С 1888 года — заслуженный профессор. В 1885 году был назначен членом консультации при министерстве юстиции.
С 1863 года он преподавал также в училище правоведения; читал римское право, а затем ещё и римскую словесность; с 1867 года исполнял ещё и обязанность инспектора классов.

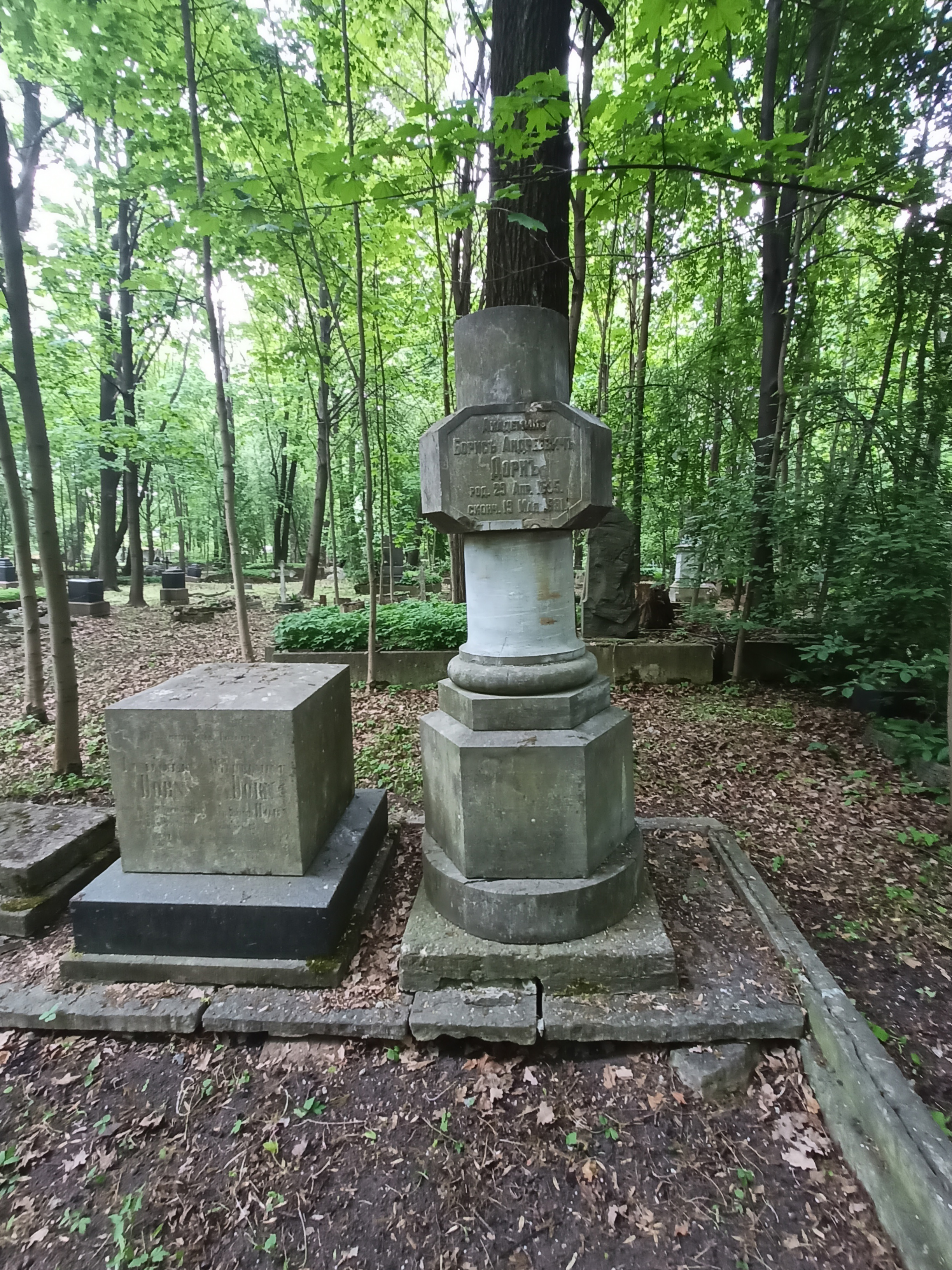
Могила Б. А. и Л. Б. Дорнов на Смоленском лютеранском кладбище

Скончался 29 апреля (11 мая) 1891 года. По версии А. Ф. Кони, «[принц Ольденбургский] имел жестокость терзать пугливое воображение [Дорна] и довел его до сумасшествия, кончившегося самоповешением в психиатрической больнице в Риге».
Похоронен в Санкт-Петербурге на Смоленском лютеранском кладбище.

## Семья
В 1870 году женился на графине Вильгельмине-Александре-Шарлотте Горн) (23.05.1852—12.08.1887), которая имела в Курляндской губернии имение Тодайшен. Их дети:
- Шарлотта-Людмила-Вильгельмина-Анна (1871—1919); в замужестве баронесса фон-Клопманн
- Лудольф-Теодор-Бернхард-Йоханнес (Рудольф Рудольфович; 03.03.1873—29.06.1884)
- Вильгельм Рудольфович (?—1902); в 1897 году окончил Императорское Училище правоведения, служил во 2-м департамента Сената.
- Бернгард (Борис Рудольфович;?—?); учился в Петришуле (1891—1896). в 1902 году окончил Императорское Училище правоведения, был присяжным поверенным.
- Готтфрид Рудольфович (1881—1938); учился в Петришуле (1890—1893), в 1901 году окончил Морской кадетский корпус, служил в 1-м Балтийском флотском экипаже мичманом, в 1903 — мичман на броненосце «Ослябя»; с 1905 года — лейтенант, был артиллерийским офицером на канонерской лодке «Кореец»; с 1911 года — старший лейтенант, в 1914 году — на миноносце «Стройный». Был расстрелян в Ленинграде в 1938 году.
- Йоганнес-Антон-Юлиус (Иван Лудольфович;? — 1904); поручик 1-го Сибирского Сретенского пехотного полка, был убит во время русско-японской войны при штурме деревни Бенсиху 28 сентября 1904 года.
- Эльза.